# Kobe (Meteorit)
Koordinaten: 34° 44′ 35″ N, 135° 10′ 0″ O
Kobe (japanisch 神戸隕石 Kobe inseki) ist ein Meteorit, der am Abend des 26. September 1999 in der japanischen Stadt Kōbe einschlug.

## Geschichte
In den westlichen Vororten von Kōbe wurde am Abend des 26. September 1999 ein Feuerball von vielen Anwohnern beobachtet. Der Feuerball war noch in 200 Kilometer Entfernung zu sehen. Kurz darauf wurde eine Explosion gehört. Ein Stein wurde im nördlichen Stadtteil Tsukushigaoka im Stadtbezirk Kita-ku gefunden, der in 20 Stücke zerbrach, nachdem er um 20:21 Uhr lokaler Zeit ein Hausdach durchbrochen und auf einem Bett gelandet war. Der Stein hatte ein Gewicht von 136 Gramm, die größten Bruchstücke wogen 64,9, 32,9 und 13,6 Gramm. Die Größe des Meteoriten wurde mit mehr als 23 Zentimeter Durchmesser vor dem Eintritt in die Atmosphäre berechnet. Vor dem Aufprall auf die Erde war der Meteorit circa 42,3 Millionen Jahre unterwegs.
Zwei Bruchstücke mit einem Gesamtgewicht von 17 Gramm wurden der Universität Kōbe zur weiteren Untersuchung geliehen, der Rest ist in Besitz des Finders.

## Klassifizierung
Es handelt sich bei dem Steinmeteoriten um einen kohligen Chondriten der Gruppe CK4. CK4-Chondrite besitzen einen hohen Anteil des Minerals Magnetit, das diesen Meteoriten ein mattschwarzes Äußeres verleiht. Die Chondren sind leicht zu erkennen und haben Durchmesser von 0,2 bis 2 Millimetern. Der Meteorit weist ungewöhnliche Muster von Seltenen Erden auf.

## Zusammensetzung
Folgende Minerale und Varietäten wurden in dem Meteoriten gefunden:
- Augit, (Ca,Mg,Fe)2Si2O6
- Chlorapatit, Ca5(PO4)3Cl
- Diopsid, CaMg[Si2O6]
- Fayalit, Fe22+[SiO4]
- Forsterit, Mg2[SiO4]
- Ilmenit, FeTiO3
- Magnetit, Fe3O4
- Molybdänit, MoS2
- Pentlandit, (Ni,Fe)9S8
- Plagioklase, (Na,Ca)(Si,Al)AlSi3O8
- Pyroxengruppe, ADSi2O6
- Spinell, MgAl2O4